# Старицкое (Житомирская область)
Старицкое (укр. Старицьке) — село на Украине, находится в Брусиловском районе Житомирской области.
Код КОАТУУ — 1820982603. Население по переписи 2018 года составляет 13 человек. Почтовый индекс — 12615. Телефонный код — 4162. Занимает площадь 2,2 км². В селе находится мастерская по производству изделий из дерева Staritska maysternya.

## Адрес местного совета
12615, Житомирская область, Брусиловский р-н, с.Лазаревка, ул.Набережная, 5